# Farfantepenaeus duorarum
Farfantepenaeus duorarum is een tienpotigensoort uit de familie van de Penaeidae. De wetenschappelijke naam van de soort is voor het eerst geldig gepubliceerd in 1939 door Burkenroad.